# Heteroscada dubia
Heteroscada dubia är en fjärilsart som beskrevs av Felix Bryk 1953. Heteroscada dubia ingår i släktet Heteroscada och familjen praktfjärilar. Inga underarter finns listade i Catalogue of Life.